# 波兰小麦
波兰小麦（学名：Triticum turgidum var. polonicum）为禾本科小麦属下的一个变种。